# 佐藤貴規
佐藤 貴規（さとう たかのり、1993年1月29日 - ）は、宮城県仙台市出身の元プロ野球選手（外野手、右投左打）。
実兄はプロ野球選手の由規（佐藤由規）で、自身が2011年から2014年までNPBの東京ヤクルトスワローズに育成選手として所属していた際には同僚であった。2015年・2016年にはベースボール・チャレンジ・リーグの福島ホープスに所属していた。なお福島時代のみ、名前の「貴規」を登録名に用いていた。

## 経歴

### プロ入り前
仙台市立北仙台小学校に在学中の5年生の時から、本格的に野球を始め、6年時に全日本リトルリーグ野球大会準優勝。仙台市立北仙台中学校時代は東北シニアに所属し投手兼三塁手。当時は最速138キロを記録し素質は由規以上と言われていた。
仙台育英高校への進学後は、1年生の夏からベンチ登録を果たすと、2年生春の宮城県大会で打率.571を残してレギュラーに定着。3年生の夏には、第92回全国高等学校野球選手権大会の全国大会に宮城県代表として出場すると、3回戦まで勝ち残った。野球部の同期に木村謙吾、2学年先輩に橋本到がいる。
2010年のNPB育成ドラフト会議で、東京ヤクルトスワローズから3巡目で指名を受けたことをきっかけに、育成選手として入団。実兄の由規とチームメイトになった。背番号は111。この会議では、チームメイトの木村も東北楽天ゴールデンイーグルスに2巡目で指名。後に育成選手として入団した。支配下登録選手として契約したい選手を指名する本会議を含めて、NPBのドラフト会議で、仙台育英高校から同じ年に複数の選手が指名された事例は初めてであった。

### ヤクルト時代
2012年には、イースタン・リーグ公式戦で打率3割、103安打（いずれもチームトップ）という好成績を残した。
2013年には、育成選手に関するNPBの規約に沿って、10月31日にいったん自由契約選手として公示。11月12日に育成選手として再契約を結んだ。
2014年には、イースタン・リーグ公式戦85試合に出場。打率.308という成績を残したが、入団以来支配下登録選手への移行を果たせないまま、10月1日に球団から戦力外通告を受けた。同月31日に再び自由契約選手として公示されたが、11月9日には、シートバッティング形式の第1回NPB12球団合同トライアウト（草薙球場）に参加。しかし、5人の投手に対して、5打数1安打2三振という結果に終わった。

### BCリーグ・福島時代
前述のトライアウト後に一時現役引退を決意した（詳細後述）が、2015年2月14日にベースボール・チャレンジ・リーグ（BCリーグ）の合同トライアウト（ロッテ浦和球場）へ参加。さらに、この日開かれた同リーグのドラフト会議で福島ホープスからの2巡目指名を受けたことから、入団に至った。背番号は8で、登録名は「貴規」。
2015年からBCリーグの東地区へ参入した福島では、自身と同じく前年にヤクルトから戦力外通告を受けた岩村明憲選手兼任監督の下で、リーグ戦全73試合に出場。チームトップの打率.326、リーグトップの30二塁打を記録するとともに、4本塁打、23盗塁、39打点という成績で、チームの後期地区優勝に大きく貢献した。また、外野手部門でリーグのベストナインを受賞した。その一方で、2015年11月10日には、2年連続で12球団合同トライアウトへ参加。7人の投手に対して、参加野手では最多の4安打・3二塁打を記録したが、NPBの球団から獲得を打診されるまでには至らなかった。
貴規自身は、NPBへの復帰を視野に、2016年シーズンも福島でプレー。リーグ戦71試合に出場すると、打率.313、7本塁打、24盗塁、46打点という好成績を残した。シーズン終了後の11月12日には、3年連続で12球団合同トライアウトに参加したが、7打数1安打（3三振）という結果に終わった。その後もNPB球団から獲得のオファーを受けるまでに至らず、11月24日に任意引退選手扱いで福島を退団。

### アマチュア球界への復帰
2017年1月から、株式会社トライグループが運営する「大人の家庭教師トライ」野球コースの講師として登録。登録当初は、特定の球団へ所属せずに、NPBへの復帰を目指して野球選手としての活動を続ける意向を示していた。
2017年2月5日には、「プロ（NPB）へ復帰することを卒業する」旨を公式ブログで宣言したが、同年3月末から、長兄の史規（ひさのり）が所属する「TFUクラブ」（東北福祉大学のOBを中心に結成された日本野球連盟所属のクラブチーム）へ木村と共に加入。野球選手としての活動を、社会人野球で再開した。TFUクラブでの登録名は本名（佐藤貴規）で、背番号は51。2020年には背番号1を着けてプレーしている様子が確認でき、以降も同じ背番号でプレーを続けている。2023年には第47回全日本クラブ野球選手権第一次予選宮城県大会で本塁打を記録している。
2020年2月の時点では、J-BONDS株式会社（ZETTの販売代理店でグローブレザーを使用したバッグや小物なども販売している会社）に勤務。同月14日からは、野球の振興を図る目的で、同社のYouTube公式チャンネル「ジェイボンズTV」を通じてYouTuberとしても活動する。

## 家族
兄の史規は東北高校硬式野球部のOBで、高校時代には由規・貴規と同じく甲子園球場の全国大会へ出場。史規は高校時代に、控え捕手としてダルビッシュ有の球を受けていた。また、父の均は有限会社宮城観光タクシーの代表取締役である。
2011年3月11日に発生した東日本大震災では、地元及び実家が被災したものの、佐藤の一家のは全員無事だった。このような事情を背景に、ヤクルトからのドラフト指名の直前からは、『ドラフト緊急生特番!お母さんありがとう』（TBSテレビ）のスタッフが一家に密着取材。ドラフト会議の当日には、貴規が指名を受けた瞬間を同番組で放送した。

## 選手としての特徴・人物
ヤクルトの育成選手時代には、バットコントロールを高く評価される一方で、利き腕である右腕からのスローイングが守備面での大きな課題になっていた。中学生時代から、イップスに悩まされていたことによる。2013年のシーズン終了後には、投手出身の宮本賢治ファームディレクター（当時）の勧めで、スローイングの精度を上げるべく左投げも練習。ただし、登録上は従来の「右投左打」を維持していた。福島へ入団した2015年には、北海道日本ハムファイターズの外野手だった村田和哉選手兼任コーチ（当時）からの指導によって、スローイングや守備力を大幅に改善させている。
ヤクルト時代には、育成選手契約から支配下選手契約へ移行した場合に、登録名を本名（佐藤貴規）から名前の「貴規」に変更することを予定していた。しかし、移行を果たせないままヤクルトを退団したため、福島時代には「貴規」を登録名に用いていた。
2014年の12球団合同トライアウトの直後には、NPBの一部球団から、育成選手契約のオファーを受けた。しかし、支配下登録選手としてNPBで現役生活を続けることを望んでいた貴規は、このオファーを辞退。辞退後には一時、野球とは無関係の企業への就職を検討していた。しかし、2011年に発症した右肩痛のリハビリに取り組む由規の説得や、ファンからの激励を受けて現役続行を決めた。地元に近い福島を現役続行の場に選んだ理由は、NPBの元選手（岩村明憲・村田修一・真田裕貴）が選手兼任の指導者として在籍していることや、「プレーを通じて（自身の実家も被害を受けた）東日本大震災の被災者を少しでも勇気付けることができたらいい」という思いに至ったことにあったという。
なお、2017年2月の「NPBへの復帰活動からの卒業宣言」（前述）の直後にも、野球とは無関係の業界への転職を模索していた。しかし、かねてから「TFUクラブ」に所属する史規の紹介をきっかけに、同クラブへ加入。楽天からの退団後に仙台市内の野球塾でコーチを務めていた木村も、貴規からの誘いでTFUクラブに加わった。貴規自身は、同クラブへの加入を機に、由規がプロ野球を引退するまでアマチュア野球で選手生活を続ける意向を表明。2019年からは、由規が東北楽天ゴールデンイーグルスへ入団した。

## 詳細情報

### 年度別打撃成績
- 一軍公式戦出場なし

### 独立リーグでの打撃成績
| 年 度     | 球 団     | 試 合 | 打 数 | 得 点 | 安 打 | 二 塁 打 | 三 塁 打 | 本 塁 打 | 打 点 | 三 振 | 四 球 | 死 球 | 犠 打 | 犠 飛 | 盗 塁 | 失 策 | 併 殺 打 | 打 率 | 出 塁 率 | 長 打 率 | O P S |
| --------- | --------- | ----- | ----- | ----- | ----- | -------- | -------- | -------- | ----- | ----- | ----- | ----- | ----- | ----- | ----- | ----- | -------- | ----- | -------- | -------- | ----- |
| 2015      | 福島      | 73    | 301   | 44    | 98    | 30       | 5        | 4        | 39    | 56    | 26    | 4     | 2     | 1     | 23    | 4     | 3        | .326  | .386     | .498     | .884  |
| 2016      | 福島      | 71    | 300   | 54    | 94    | 9        | 6        | 7        | 46    | 67    | 14    | 5     | 1     | 3     | 24    | 4     | 2        | .313  | .351     | .453     | .804  |
| 通算：2年 | 通算：2年 | 144   | 601   | 98    | 192   | 39       | 11       | 11       | 85    | 123   | 40    | 9     | 3     | 4     | 47    | 8     | 5        | .319  | .369     | .476     | .844  |

- 各年度の赤太字はリーグ歴代最高、太字はリーグ最高

### 背番号
- 111 （2011年 - 2014年）
- 8 （2015年 - 2016年）

### 登録名
- 佐藤 貴規 （さとう たかのり、2011年 - 2014年）
- 貴規 （たかのり、2015年 - 2016年）